# Venner Moor

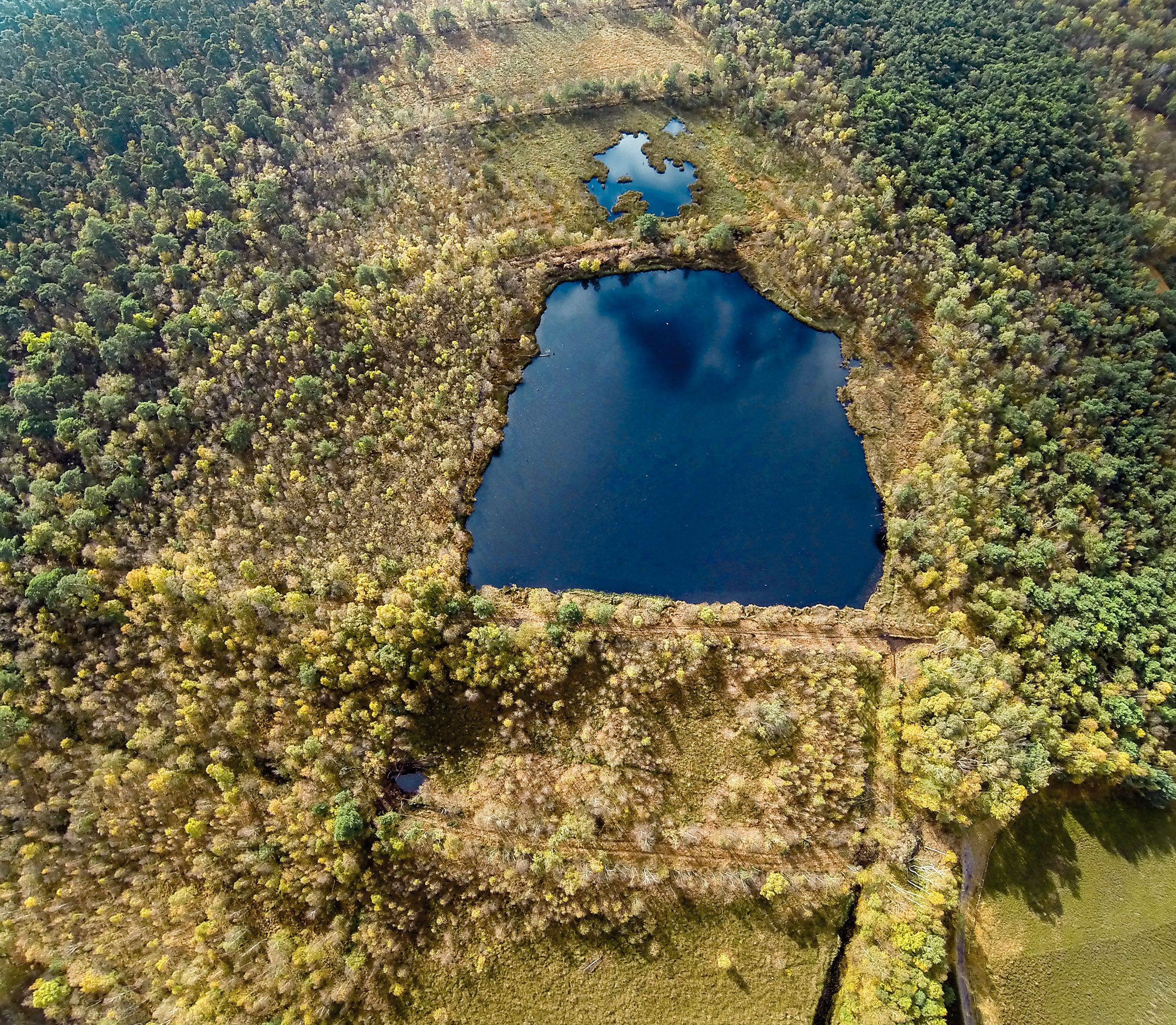
Luftaufnahme des Venner Moors

Das Venner Moor ist ein ehemaliges Hochmoor westlich der Davert in der Nähe der Ortschaft Venne (Gemeinde Senden, Kreis Coesfeld, Nordrhein-Westfalen) zwischen Lippe und Ems, unmittelbar am Dortmund-Ems-Kanal gelegen. Die Gesamtfläche beträgt etwa 148 ha. Es ist als Naturschutzgebiet und als Schutzgebiet im Sinne der FFH-Richtlinie ausgewiesen.
Durch das Venner Moor verläuft die Wasserscheide zwischen Ems und Rhein.

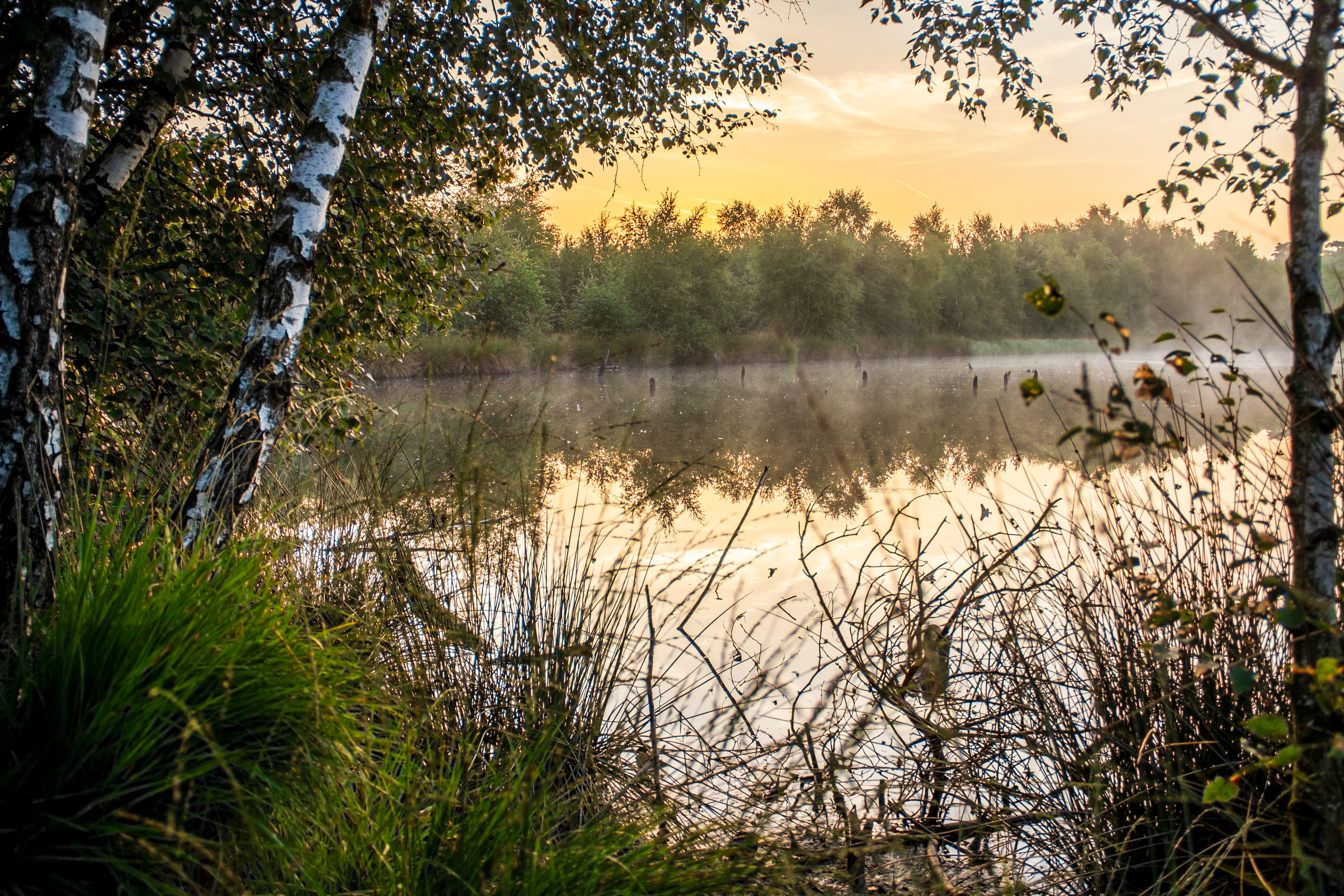
Venner Moor

## Zustand und Vegetation
Dieses Regenmoor wurde weitgehend abgetorft. Im Zentrum liegen waldfreie Reste des ehemaligen Torfkörpers. Hier befinden sich vier große, inzwischen wassergefüllte Torfstiche, in denen zögerlich ein Renaturierungsprozess stattfindet. Das übrige Gebiet ist heute weitgehend mit Birken und Kiefern bewaldet.

## Seltene Arten
In dem Gebiet sind mehrere bedrohte Tierarten heimisch, im Moor befindet sich eines der letzten bekannten Vorkommen der Maulwurfsgrille in NRW. Zudem kommen verschiedene Libellenarten wie die Torf-Mosaikjungfer und die Nordische Moosjungfer vor. Auch sind im Gebiet Ziegenmelker, Baumfalke, Mittel- und Schwarzspecht, Waldwasserläufer, Zwergtaucher und die Krickente anzutreffen. Bekannt ist das Gebiet durch das Vorkommen der giftigen, jedoch sehr scheuen Kreuzotter. Seit längerem eingebürgert ist im Venner Moor der Grönländische Porst (Ledum groenlandicum).

## Erschließung
Touristisch ist das Schutzgebiet durch Rad- und Wanderwege erschlossen, die zu einer erheblichen Belastung führen. Im Randgebiet befinden sich zwei Parkplätze. Aufgrund der einzigartigen Landschaft werden regelmäßig zahlreiche Touren durch das Venner Moor angeboten. Viele Jahre nutzte eine Gärtnerei den torfigen Boden im nordöstlichen Teil des Moorbirkenwaldes als Baumschule vor allem für Rhododendren. Nach der Aufgabe dieser Nutzung in den 1980er Jahren blieben zahlreiche dieser nicht einheimischen Gehölze im Naturschutzgebiet zurück.

## Sonstiges
Ein gleichnamiges Naturschutzgebiet liegt in der Nähe des niedersächsischen Venne.
Die historischen Romane Der Moorkönig (Berlin 1999) und Die Rückkehr des Moorkönigs (Berlin 2010) der deutschen Autorin Eva Maaser nehmen ihren Ausgangspunkt in der Landschaft des Venner Moors.
Im Jahre 2002 entstanden am Venner Moor Szenen des ersten Tatorts aus Münster: Der dunkle Fleck. Im Film wurde hier eine Moorleiche entdeckt.